# Manuel Agustín Aguirre
Manuel Agustín Aguirre Ríos (Loja, 12 de julio de 1903-Quito, 12 de septiembre de 1992) fue un político y catedrático ecuatoriano que llegó a ser en varias ocasiones secretario general del Partido Socialista (PSE), fundador del Partido Socialista Revolucionario (PSRE). En su labor universitaria fue rector de la Universidad Central del Ecuador y decano de varias facultades de esta universidad, sobresaliendo el haber sido el primer decano de la Facultad de Economía de esa institución educativa.

## Biografía

### Inicios
Hijo de Agustín Aguirre Aguirre y Antonia Ríos nacido el 12 de julio de 1903 en Loja. Estudió la primaria en la Escuela de los Hermanos Cristianos, y la secundaria en el Colegio "Bernardo Valdivieso". Durante ese tiempo fue cuando su profesor Clodoveo Jaramillo Alvarado le creó un interés en la literatura al enviar poesías como tarea y luego publicarlas en la revista estudiantil.
En 1921 ingresó a la carrera de jurisprudencia en la Universidad de Loja, finalmente se graduó en leyes en 1931 en la Universidad Central de Quito, esto tras ser perseguido por la policía durante ese último año como universitario, teniendo que hacer su tesis doctoral en ese tiempo donde regresó a Loja. Mismo año, contrajo matrimonio con Teresa Borrero Riofrío, también en este año se publicó su primer libro de poesía titulado Poemas Automáticos, al que seguirán en 1935 Llamada de los Proletarios y Pies Desnudos.

### Actividad política y profesional
Anterior a graduarse, en 1925, formó parte de la célula socialista "La Vanguardia" que se adhirió al Primer Congreso Socialista en 1926, formando el Partido Socialista (PSE). Ese mismo año viajó a Guayaquil donde trabajó en el El Universo como corrector nocturno de pruebas. Ante la división en el PSE, estuvo algún tiempo cerca de los comunistas hasta 1935, cuando se mantuvo dentro del PSE.
Cuando regresó a Loja, por la persecución, se dedicó nuevamente al periodismo y a ser penalista primero, luego agente fiscal y finalmente procurador de sucesiones. En la década de 1930 se instala con su familia en Quito, donde se dedica al libre ejercicio profesional de la abogacía e inicia su labor docente como profesor de literatura universal en el Instituto Nacional Mejía y luego también pasaría por otras instituciones educativas.
En su alma mater, la Universidad Central del Ecuador, inició en la cátedra de derecho laboral en la facultad de jurisprudencia y luego en 1940 pasa a la enseñar economía social en la Escuela de Ciencias Económicas. En 1942 fue primer decano de la Facultad de Ciencias Económicas de esta universidad cargo que ocupó hasta 1950. En la Facultad de Filosofía y Letras dio la cátedra de literatura.
Por el mismo tiempo de ser electo decano de economía, fue elegido secretario general del PSE, siendo una figura destacada en la lucha contra el régimen de Carlos Alberto Arroyo del Río, teniendo que pasar a la clandestinidad hasta la revolución del 28 de mayo de 1944. Integró el Buró Político de la Alianza Democrática Ecuatoriana (ADE) en representación del socialismo, y como tal tuvo activa participación en la agitación política y organización de esa revolución.

### Tras la gloriosa del 44
Tras el triunfo del movimiento revolucionario, formó parte de la Asamblea Constituyente en calidad de Representante Funcional de los Trabajadores fue elegido Primer Vicepresidente de la Asamblea. En ese mismo tiempo el PSE, dirigido por el, y el Partido Comunista (PCE) formaron la Confederación de Trabajadores del Ecuador (CTE), llegando a ser asesor económico y jurídico.
José María Velasco Ibarra buscó entregarle la embajada de Ecuador en la Unión Soviética, pero él se excusó, al sospechar de las pretensiones de Velasco de debilitar el bloque de izquierdas en la asamblea y por estar ocupado en la elaboración del periódico partidista "La Tierra". Finalmente, fue expulsado del país tras el golpe de Estado del 30 de marzo de 1946, permaneciendo en el exilio hasta su regreso el 31 de agosto para encabezar el XII Congreso del Partido Socialista del 15 de noviembre. En este Congreso, expondría su valoración sobre el triunfo y derrota de la revolución de 1944.

El golpe de estado del 30 de marzo constituye pues, la culminación de un largo proceso de lucha entre las fuerzas democráticas y revolucionarias y las fuerzas reaccionarias y contrarrevolucionarias...

Aguirre se opondría a la política de participación en el gobierno de Galo Plaza de 1951 impulsada por el Secretario General socialista de entonces, Luis Maldonado Estrada. El conflicto iniciara una larga disputa ideológica que llevó inicialmente a un supuesto triunfo de Aguirre con la renuncia de Maldonado a la secretaría y la restauración de Aguirre en esta, pero en 1963, junto a Telmo Hildalgo, termina encabezando la formación del Partido Socialista Revolucionario (PSRE), como una escisión del PSE. En ese mismo año termina su mandato como vicerrector de la Universidad Central del Ecuador, iniciado en 1961, al haber sido destituido por decreto ejecutivo de la junta militar en la que algunos militantes del PSE estuvieron. Fue ingresado durante un par de meses en el Penal García Moreno.
Finalizada la dictadura, le restauran su cátedra y en 1969, con el apoyo de las fuerzas de izquierda, es elegido Rector de la Universidad Central, desde donde impulsa el proceso de Segunda Reforma Universitaria, una de cuyas primeras medidas fue abolir los cupos y los exámenes de ingreso, instaurando el libre ingreso, esto tras suceder las movilizaciones estudiantiles que exigían aquello. La dictadura de José María Velasco Ibarra, en 1970, le despojó del rectorado, se negó a ir al exilio y estuvo encarcelado por tres meses. En 1979 se opuso al Plan de Retorno y a la promulgación de la ley de partidos que consideraba antidemocrática. Tras su destitución del rectorado se dedicara a la abogacía. Falleció en Quito el 15 de septiembre de 1992 a la avanzada edad de 89 años.

## Ideas políticas

### Carácter de la revolución ecuatoriana
En su informe presentado al XII Congreso del 15 de noviembre de 1946, se realiza un análisis del proceso de revolucionario del 28 de mayo de 1944 que sin cuestionar los presupuestos de una revolución que removiera la estructura feudal, señala la presencia de fuerzas contrarrevolucionarias al interior del movimiento que se encarnaron en la figura de José María Velasco Ibarra: 

"Producida la revolución, las fuerzas conservador-fascistas, metidas a última hora, como puntas de lanza y quinta columna dentro del movimiento, comenzaron a maniobrar hábilmente para anular toda medida revolucionaria. Para esto contaron con el hombre necesario, el traidor No. 1 introducido como el caballo de Troya en la revolución: Velasco Ibarra. El día 28 y 29 se realizó la revolución. El 30, al entregar el poder a Velasco, comenzó, en verdad, la contrarrevolución".

En la concepción de Aguirre, durante este período, la reacción encabezada en Ecuador por Velasco Ibarra era una manifestación del latifundismo feudal aliado del imperialismo y la clerecía, a esto lo denominó de reacción feudal-imperialista-clerical que "se entrega, cada vez más desembozadamente a la actuación fascista".
Para 1952 su concepción sobre el proceso revolucionario se vuelve más elaborada, como lo expone en América Latina y el Ecuador, este último es el primer escrito en el que rechaza abiertamente que la revolución en América Latina tenga un carácter burgués destinado a liquidar las supervivencias feudales y coloniales en cuanto "esta posición nos lleva a concluir que el socialismo nada tiene que hacer en nuestros países, ya que sólo le tocaría jugar su papel cuando hubiéramos culminado la etapa capitalista y pudiésemos contar con un proletariado numeroso y plenamente desarrollado, capaz de constituirse en el real conductor de la revolución socialista".
Para Manuel Agustín Aguirre la tesis del carácter burgués de la revolución ecuatoriana constituía una transposición mecánica de la historia económica europea a nuestro continente que no toma en cuenta la circunstancia de que "las colonias de América, al nacer al mundo occidental, quedan unidas al carro capitalista, insertadas en el mercado mundial, como un eslabón de la cadena del capitalismo". Inserción que se profundizó tras la Independencia en virtud la alianza establecida entre la clase terrateniente criolla aburguesada y el capitalismo internacional, en su opinión, el resultado de la Independencia Americana demuestra "la incapacidad de la burguesía-terrateniente para cambiar las bases de la feudalidad, y un ejemplo de la traición a los intereses de las clases populares, que contribuyeron con su heroicidad y sacrificio a la libertad de América". Lo anterior determina que en la economía de la República se mantienen las formas más atrasadas en el agro (semifeudales y semiesclavistas) entrelazadas con formas capitalistas e imperialistas.
Manuel Agustín Aguirre concluye de ello que no ha podido formarse una burguesía industrial "capaz de oponerse y luchar contra la clase feudal terrateniente", pues la clase dominante ecuatoriana está conformada por burgueses terratenientes estrechamente vinculados al mercado mundial, en razón de esto "las revoluciones demo liberales, como no podía ser de otra manera, han traicionado a las clases trabajadoras, que sirvieran siempre de carne de cañón para satisfacer las ambiciones de sus enemigos, empeñados en aumentar sus privilegios y su explotación creciente".  Aguirre considera que la burguesía ecuatoriana no posee la capacidad para la lucha antimperialista porque ante la presencia de la insurgencia proletaria se "apresura a unirse con la burguesía imperialista", esto en concomitancia con la posición reaccionaria de la clase burguesa mundial. En tales condiciones no es ni la burguesía, ni la pequeña burguesía la fuerza social capaz de realizar el desarrollo económico y de llevar adelante la lucha contra el imperialismo, sino que solo el frente de proletarios y campesinos apoyados en el proletariado mundial será capaz de llevar adelante "la revolución socialista que ha de salvar nuestros países del atraso en que yacen". Según Manuel Agustín Aguirre la posibilidad de un frente de proletarios y campesinos no es negada por el argumento de que el proletariado es una minoría, para Aguirre este argumento proviene del error de considerar al Ecuador como un país completamente feudal cuando el capitalismo es la forma fundamental de las relaciones de producción ecuatorianas.
Las posturas expuestas en 1952, son ratificadas y ampliadas en su informe al XXI Congreso del Partido Socialista del Ecuador de 1955 en este se afirma que la revolución ecuatoriana tiene ciertas características burguesas, pero no puede ser realizada por la burguesía unida al campesinado y tampoco se trata de abrir los cauces a un desarrollo simplemente capitalista sino de sentar las bases de la organización económica socialista. Esta revolución será llevada a cabo por el proletariado unido al campesinado y a sectores de la clase media y conducirá a la implantación de una democracia popular dirigida por el proletariado. Aguirre se inclina por denominar a esta de revolución socialista y no de revolución democrático-popular, a la vez de considerar que la revolución ecuatoriana es parte de la revolución mundial socialista:

"En lo esencial, los objetivos finales son socialistas, aunque en el trayecto haya que superar rezagos de etapas atrasadas, que por los métodos capitalistas no hemos podido ni podremos liquidar".

## Obras
- Poemas automáticos (1931)
- Llamada de los proletarios (1935)
- Pies desnudos (1943)
- Socialismo científico (1949)
- América Latina y el Ecuador (¿Revolución burguesa o revolución proletaria?) (1952)
- Historia del pensamiento económico (1958)
- El Che Guevara: Aspectos económicos y políticos de su pensamiento (1968)
- Imperialismo y militarismo en América Latina (1969)
- Dos sistemas dos mundos (1972)
- Segunda Reforma Universitaria (1973)
- La masacre del 15 de noviembre y sus enseñanzas (1978)
- El trabajo doméstico y la doble explotación de la mujer en el capitalismo (1981)
- Marx ante América Latina (1985)
- Los mitos y Marx (1985)
- Universidad y movimientos estudiantiles (1987)